# Episodi di Sonic Prime (seconda stagione)
La seconda stagione della serie animata Sonic Prime, composta da 8 episodi, è stata interamente pubblicata sul servizio di streaming on demand Netflix il 13 luglio 2023.
| nº | Titolo originale           | Titolo italiano                  | Pubblicazione USA | Pubblicazione Italia |
| -- | -------------------------- | -------------------------------- | ----------------- | -------------------- |
| 09 | Avoid the Void             | Evitare il vuoto                 | 13 luglio 2023    | 13 luglio 2023       |
| 10 | Battle in the Boscage      | La battaglia nel Bosco-Labirinto | 13 luglio 2023    | 13 luglio 2023       |
| 11 | Second Wind                | Il secondo vento                 | 13 luglio 2023    | 13 luglio 2023       |
| 12 | No Way Out                 | Senza via d'uscita               | 13 luglio 2023    | 13 luglio 2023       |
| 13 | A Madness to Their Methods | Metodi folli                     | 13 luglio 2023    | 13 luglio 2023       |
| 14 | Double Trouble             | Doppio guaio                     | 13 luglio 2023    | 13 luglio 2023       |
| 15 | Cracking Down              | Giro di vite                     | 13 luglio 2023    | 13 luglio 2023       |
| 16 | Ghost of a Chance          | Probabilità a sfavore            | 13 luglio 2023    | 13 luglio 2023       |

## Evitare il vuoto
- Titolo originale: Avoid the Void
- Diretto da: Erik Wiese e Logan McPherson
- Scritto da: Erik Wiese, Logan McPherson e Marcus Rinehart

### Trama
Dopo la frantumazione del Paradox Prism, Shadow è intrappolato nel Vuoto e può solo entrare nel Prismaverso di Ghost Hill, il loro universo originale ormai arido, e contattare brevemente Sonic quando usa i suoi poteri correndo. Dopo che Sonic è stato rimandato nel Vuoto, Shadow lo affronta e dice furiosamente al protagonista che ha distrutto la loro realtà frantumando il Prisma e può teletrasportarsi amplificando l'energia del Prisma nel suo corpo ogni volta che usa la sua velocità. Dopo aver spiegato la propria situazione, Shadow porta Sonic al luogo di riposo del Prisma a Ghost Hill, dove si trova un frammento e spiega che portare i frammenti in questo mondo e ricotruire il Prisma potrebbe ripristinare il loro universo principale. Tuttavia, Shadow, rifiutandosi di fidarsi di Sonic e Tails Nine, decide di prendere i suoi regolatori e trovare lui stesso i frammenti. Sonic e Shadow si scontrano per tutta Ghost Hill prima che Shadow ritorni nel Vuoto, con Sonic che ottiene il controllo della sua energia del Prisma e lo insegue. Quando entrambi vedono la Nave Madre del Consiglio del Caos diretta verso il Bosco-Labirinto, Shadow tenta di seguirla, ma fallisce. Dopo che Sonic ha salvato Shadow dal cadere in un buco nero, decide con riluttanza di fidarsi di lui e collaborare per sistemare la loro realtà mentre Sonic entra nel Bosco-Labirinto.

## La battaglia nel Bosco-Labirinto
- Titolo originale: Battle in the Boscage
- Diretto da: Andrew Duncan e Kiran Sangherra
- Scritto da: Marcus Rinehart

### Trama
La Nave Madre del Consiglio entra nel Bosco-Labirinto e il Dr. Don't e il Dr. Babble hanno il compito di trovare il frammento del mondo. Anche Nine catturato è costretto ad aiutarli, poiché sa come individuare il frammento. Tuttavia, Thorn Rose combatte contro gli Eggforcers del Consiglio e chiede aiuto agli Sciacalli. Prim Rouge crede che dovrebbero rinunciare al frammento piuttosto che combattere, ma Sonic trova Thorn e la aiuta a combattere gli Eggforcer. Rendendosi conto che Sonic si trova nello stesso mondo, Nine entra segretamente in uno degli Eggforcer in modo che possa comunicare con Sonic. Sonic e Thorn combattono contro il robot del Dr. Babble, ma quando Thorn si rende conto che i due dottori sanno che il frammento è con Birdie, si da alla fuga. Tramite l'Eggforcer, Nine aggiorna i regolatori di Sonic in modo che possano comunicare tra loro attraverso di essi. Gli Eggforcer circondano Thorn Rose e Birdie, ma Sonic e gli altri abitanti del Bosco-Labirinto si uniscono alla lotta. Sonic dice a Thorn di dargli il frammento ingurgitato da Birdie in modo che Sonic possa attirare gli Eggforcer, quindi Sonic usa il frammento per distruggerli, ma a causa dei capricci del Dr. Babble si distrae e i robot prendono il frammento. Sonic segue la Nave Madre nel Vuoto, ma Nine gli dice di concentrarsi sull'ottenere il prossimo frammento prima del Consiglio. Shadow, che è d'accordo, getta Sonic nel Nessun-Posto.

## Il secondo vento
- Titolo originale: Second Wind
- Diretto da: Ishi Rudell
- Scritto da: Charlotte Fullerton

### Trama
Knuckles il Terribile e il suo equipaggio hanno ottenuto il frammento e la nave del Consiglio del Caos, la Kraken. Cadono in un'imboscata dal Dr. Deep e dal Dr. Done It, che li hanno rintracciati attraverso Rusty Rose, ma non appena reclamano il frammento abbandonano Rusty, spingendola a unirsi all'equipaggio del Terribile, trovando finalmente il suo momento di redenzione e pentimento e di combattere i suoi ex padroni. Sonic si unisce a loro e dopo aver inseguito i due scienziati dentro e sotto l'acqua, le due parti iniziano a combattere. Quando il Dr. Deep prende il frammento, il Terribile incarica Sonic di riprenderselo, ma mente all'equipaggio dicendo loro che li ha abbandonati, costringendoli a rivoltarsi contro Sonic una volta tornato.

## Senza via d'uscita
- Titolo originale: No Way Out
- Diretto da: Joel Salaysay
- Scritto da: Patricia Villetto

### Trama
Lo strano comportamento antagonistico dell'equipaggio di Knuckles il Terribile costringe Sonic a fuggire con il frammento, inseguito dai pirati. Mentre la Nave Madre del Consiglio procede a recuperare gli scienziati, Shadow cerca di trattenerli nel Vuoto. Dopo che l'equipaggio del Terribile riesce a raggiungere Sonic e a impossessarsi del frammento, il Dr. Deep e il Dr. Done It li attaccano e Sonic dimostra la sua innocenza aiutandoli a reagire mentre il Terribile fugge con il frammento. Quando Sonic recupera il frammento e tenta di lasciare il Nessun-Posto, viene interrotto dall'arrivo della Nave Madre. Il Consiglio del Caos tiene in ostaggio i nuovi amici di Sonic e chiede il frammento, ma lui li distrae gettandolo via, dando ai suoi amici la possibilità di liberarsi. Mentre il Consiglio prende il frammento e si prepara a partire, il Terribile si nasconde segretamente sulla Nave Madre e Sonic dà la caccia con l'aiuto della Ciurma della Volo d'Angelo, ora è conosciuta nuovamente come la Ciurma del Kraken.

## Metodi folli
- Titolo originale: A Madness to Their Methods
- Diretto da: Andrew Duncan e Kiran Sangherra
- Scritto da: Justin Peniston

### Trama
Tornati a New Yoke City, i malvagi dittatori usano i nuovi frammenti del Prisma del Paradosso per potenziare le proprie macchine contro la Resistenza. Sonic si riunisce a Rebel, Knucks e il resto della Resistenza, che decidono di aiutare il protagonista a porre fine al regno di terrore del Consiglio del Caos una volta per tutte. Ogni membro del Consiglio aggiunge i propri ritocchi agli Eggforcer per contrastare Sonic, fallendo ogni volta. Nel frattempo, il Signor Dr. Eggman decide di avere una conversazione con Nine per avere un'idea su come sconfiggere Sonic; Tails Nine gliene dà accidentalmente uno dicendogli che devono pensare come Sonic. Nine contatta Sonic e gli ordina di entrare nella fortezza del Consiglio seguito da Rebel Rouge e Knucks, incontrando un robot malvagio molto simile a Sonic.

## Doppio guaio
- Titolo originale: Double Trouble
- Diretto da: Ishi Rudell
- Scritto da: Marcus Rinehart

### Trama
Il clone robotico, presentandosi come Chaos Sonic, combatte Sonic e lo costringe a una rapido testa a testa attraverso l'intera città di New Yoke, lasciando Rebel Rouge e Knucks contro gli Eggforcer. Dopo aver apparentemente abbattuto il suo doppio, Sonic si riunisce a Rebel e Knucks, ma subiscono un'imboscata da parte di Chaos Sonic nonostante Knuckles il Terribile li assista. Quando il Consiglio del Caos usa i frammenti per aprire i portali per gli altri Prismaversi, Nine coglie l'opportunità per scappare e aiuta Sonic a distruggere Chaos Sonic. Riunitisi, Sonic e Nine rivendicano i frammenti ma vengono messi alle strette dal Consiglio.

## Giro di vite
- Titolo originale: Cracking Down
- Diretto da: Patricia Villetto
- Scritto da: Joel Salaysay

### Trama
In un flashback si scopre che dopo essere fuggito da New Yoke City, Tails Nine ha costruito la Prismanave ed è arrivato nel Tetro, usando il suo frammento e quello della dimensione per alcuni test con l'obiettivo di rendere abitabile il Tetro. Nel presente, Sonic e Nine sfuggono al Consiglio del Caos con i frammenti e raggiungono la nave di quest'ultimo per andarsene ma vengono abbattuti, costringendoli a fuggire a piedi mentre Rusty Rose e Rose la Nera tengono il Consiglio alla larga. Incapaci di aumentare la velocità sufficiente per entrare nel vuoto a causa del trasporto della custodia contenente i frammenti, i due decidono di utilizzare i portali instabili aperti dal Consiglio. Entrano nel Nessun-Posto dove Nine incontra la sua controparte ma Sonic, ancora incapace di aumentare la velocità, spinge i due a tornare a New Yoke, dove subiscono un'imboscata da parte di Knuckles il Terribile. Rebel Rouge e Knucks lo distraggono e Sonic e Nine possono entrare nel Bosco-Labirinto. Lì incontrano Thorn Rose che ingaggia le forze del Consiglio insieme a Rusty Rose e Rose la Nera, dando a Sonic la possibilità di guadagnare abbastanza velocità per entrare nel Vuoto dove Shadow li raggiunge. Il trio entra in Ghost Hill dove Nine dice che ha bisogno di tempo e silenzio per assemblare il Prisma. Sonic e Shadow decidono di aspettare fuori dove assistono all'arrivo del Consiglio.

## Probabilità a sfavore
- Titolo originale: Ghost of a Chance
- Diretto da: Andrew Duncan e Kiran Sangherra
- Scritto da: Marcus Rinehart

### Trama
Il Consiglio del Caos arriva a Ghost Hill per recuperare tutti i frammenti del Prisma. Sonic e Shadow li respingono mentre Tails Nine lavora per ricostruire il Paradox Prism. Durante il combattimento, il Consiglio è scioccato dalla vista di Shadow. Shadow dice a Sonic che ancora non si fida di Nine, ma Sonic insiste al riguardo. La realtà di Sonic viene presto ripristinata, ma solo per un breve secondo, il che significa che la ricostruzione sta funzionando. Il Dr. Deep e il Dr. Babble vengono inviati e potenziati con l'energia del prisma per distrarre Sonic e Shadow, sopraffacendoli, mentre gli Eggforcer attaccano Nine. Sonic torna sulla montagna e lo informa della situazione. Su sua richiesta, Nine infonde a Sonic ulteriore energia dal Prisma. Con la sua velocità e forza amplificate, Sonic ritorna e sconfigge Deep e Babble. Il malvagio Signor Dr. Eggman, rifiutandosi di ammettere la sconfitta, crea un Titano Prismatico della sua controparte originale e lo invia verso il Prisma. Nine infonde Sonic con ulteriore energia del Prisma per eguagliare quella del Titano e distruggerlo. Dopo la battaglia, Sonic vede che Green Hill non è stata ancora ripristinata e Nine rivela la presenza di un altro frammento nel Tetro. Rivela anche che non ha mai veramente inteso aiutare Sonic per ripristinare il suo mondo e che aveva bisogno del Prisma originale per capire come assemblarlo correttamente in modo da poter usare i cristalli del Paradox Prism per trasformare il Tetro nella casa che desidera. Sonic cerca di convincerlo del contrario, poiché pensava che Nine avrebbe visto le cose allo stesso modo di Tails. Tuttavia, Nine, credendo che lui e il resto del multiverso sarebbero scomparsi se avesse ripristinato l'universo originale di Sonic e dicendo insicuro che non si assomigliava abbastanza la sua controparte originale, rimprovera freddamente deluso il porcospino blu per la sua incoscienza senza considerare i sentimenti di nessun altro, che ha provocato in primo luogo la frantumazione della sua stessa realtà. Decidendo che può fidarsi solo di se stesso, Tails Nine se ne va con i frammenti nel Tetro, lasciando Sonic tristemente con un cuore spezzato da solo nella caverna con un Shadow furente per il tradimento della volpe.